# Petrykaw

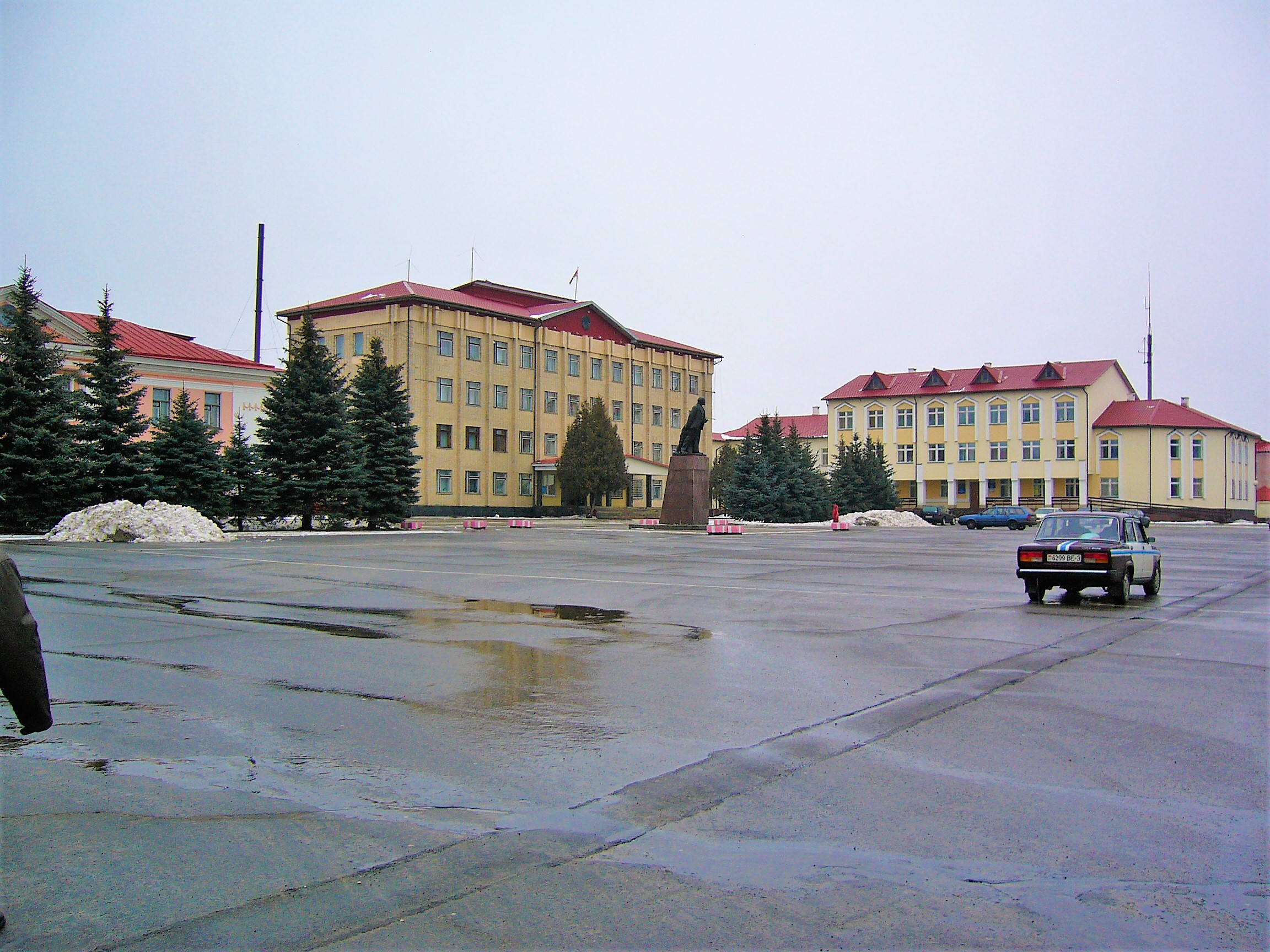
Place centrale

Petrykaw (en biélorusse : Петрыкаў ; en łacinka : Petrykaŭ) ou Petrikov (en russe : Петриков ; en lituanien : Petrykavas ; en polonais : Petryków) est une ville de la voblast de Homiel ou oblast de Gomel, en Biélorussie, et le centre administratif du raïon de Petrykaw. Sa population s'élevait à 10 076 habitants en 2017.

## Géographie
Petrykaw est située sur la rive gauche de la rivière Pripiat, à 89 km à l'ouest de Mozyr et à 200 km à l'ouest de Gomel.

## Histoire

### Fondation
Selon la légende, la ville est fondée au Xe siècle par un prince yotvingien qui, une fois baptisé, reçoit le nom de l'apôtre Pierre (dans les langues slaves : Петр, Петрик, Пятро, Петрикович). Le toponyme historique de Petrykaw est Petrikovitchi (Петриковичи).

### Principauté de Tourov
L'histoire de la ville est liée à celle de la Principauté de Tourov jusqu'au xvie siècle. D'abord indépendante, elle est annexée par les princes de Kiev sous le règne d'Oleg le Sage (882 - 912). Elle passe ensuite sous l'influence de Polotsk sous Rogvold (920 - 978). Après la victoire de Vladimir le Grand sur Rogvold, Petrykaw repasse aux mains de Kiev, où la foi chrétienne se propage considérablement. Au xiie siècle, à la suite de guerres féodales, la Principauté de Tourov se défait petit à petit de l'influence de Kiev, puis se délite. En 1240, la région est dévastée par les Mongols.

### Grand-duché de Lituanie
La première mention écrite de Petrykaw remonte à l'année 1523. La ville fait alors partie du grand-duché de Lituanie. Elle subit des dégâts lors d'une des guerres qui oppose le grand-duché de Lituanie à la grande-principauté de Moscou (1534-1537). La ville est un temps la propriété de la reine polonaise Bona Sforza. Entre 1595 et 1596, Severyn Nalyvaïko s'empare par deux fois de Petrykaw lors de sa révolte contre la république des Deux Nations. Durant la guerre russo-polonaise, la ville est investie par les troupes cosaques du colonel Ivan Zolotorenko.

### Empire russe
À l'occasion du deuxième partage de la Pologne en 1793, Petrykaw est annexée à l'Empire russe.
Au xixe siècle, de nombreuses nationalités se côtoient à Petrykaw : Juifs, Tatars, Polonais, Russes, Biélorusses, etc. On y trouve aussi des Vieux-Croyants ayant fui les persécutions après le schisme de Nikon en 1667. En 1897, Petrykaw appartenait à la zone de résidence obligatoire des sujets juifs de l'Empire russe et comptait une communauté juive de 2 151 personnes, soit 38,8 pour cent de la population totale.
Lors de la Première Guerre mondiale, la région est occupée par les troupes allemandes de février à décembre 1916.

### Période soviétique
Le pouvoir soviétique s'installe à Petrykaw en décembre 1917. De mars à décembre 1918, la ville est de nouveau occupée par l'armée allemande, puis, d'avril à juin 1920, par les Polonais lors de la guerre soviéto-polonaise. Redevenue soviétique, elle accède au statut de ville en 1925.

### Seconde Guerre mondiale
La période d'occupation de la ville par les troupes de l'Axe s'étend de juillet 1941 à juin 1944. Sur ces deux ans et onze mois, 1 200 habitants sont exécutés, en grande partie des Juifs. La ville est libérée le 30 juin 1944 par les troupes du premier front biélorusse de l'Armée rouge. Plus de 3 000 soldats y laissent la vie. Un mémorial leur est dédié dans le parc de la ville.

## Population
Recensements (*) ou estimations de la population :
| 1897* | 1923* | 1926* | 1939* | 1959* | 1970* | 1979*  |
| ----- | ----- | ----- | ----- | ----- | ----- | ------ |
| 5 538 | 5 771 | 5 819 | 5 800 | 7 168 | 8 502 | 10 087 |

| 1989*  | 1999*  | 2009*  | 2014   | 2015   | 2016   | 2017   |
| ------ | ------ | ------ | ------ | ------ | ------ | ------ |
| 11 975 | 11 700 | 11 591 | 10 408 | 10 363 | 10 223 | 10 076 |

## Galerie d'images

Images d'archives
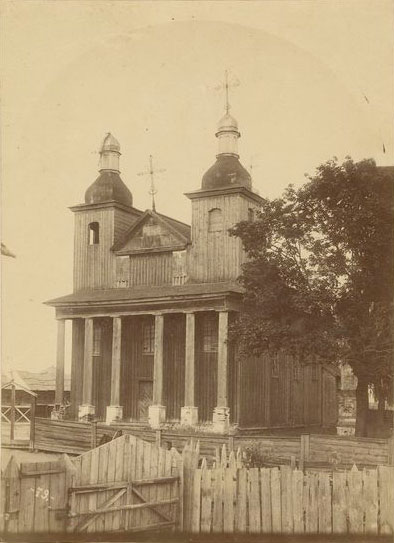
Église catholique, 1893
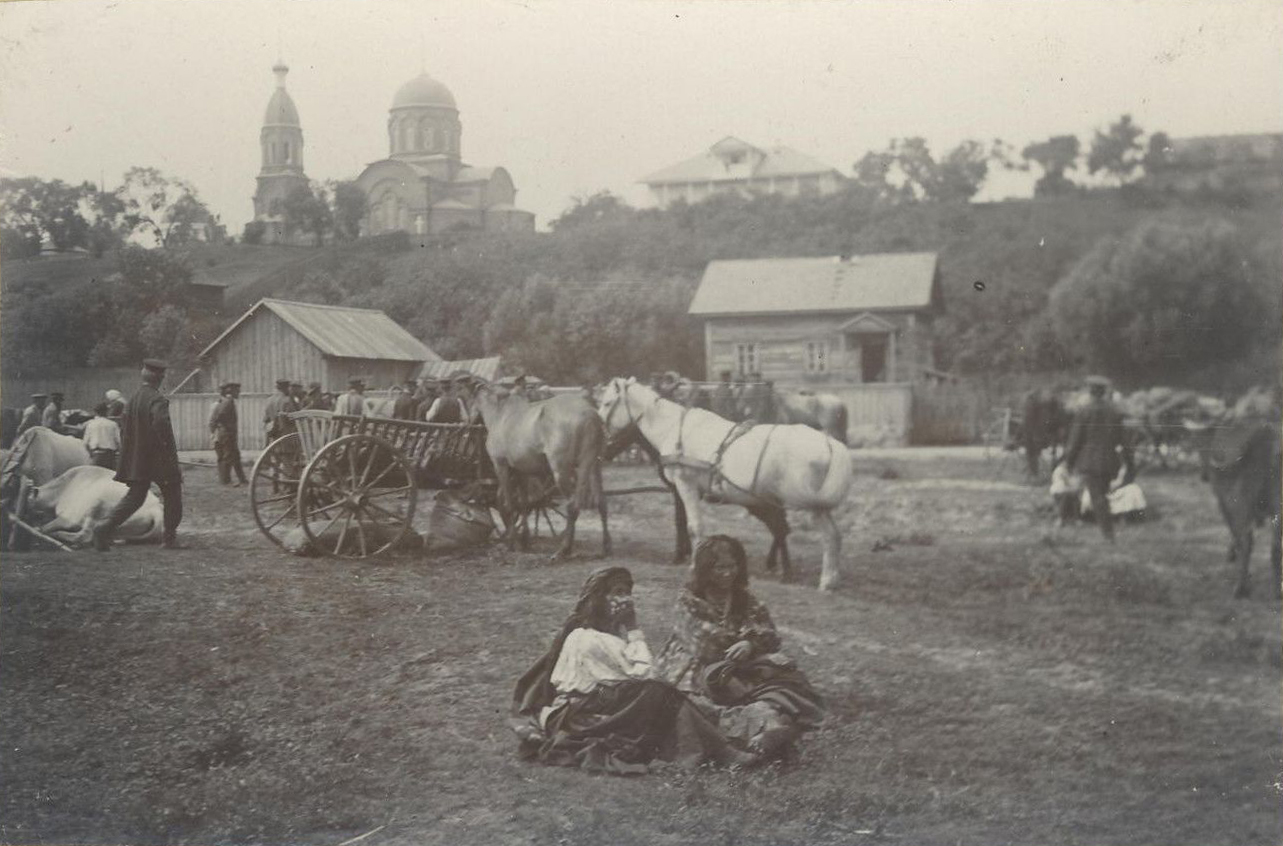
Foire. Isaac Serbov, 1912
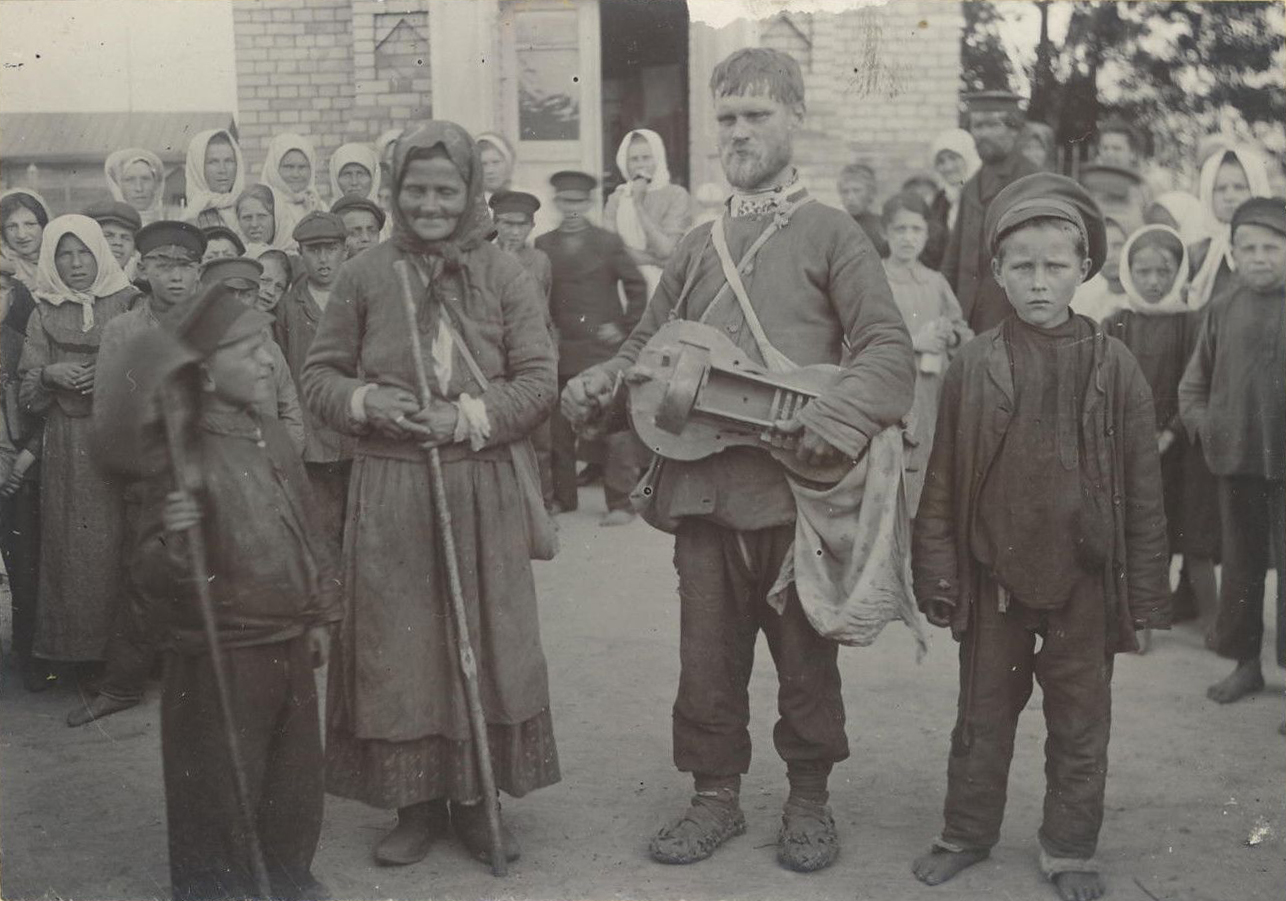
Habitants devant l'église. Isaac Serbov, 1912
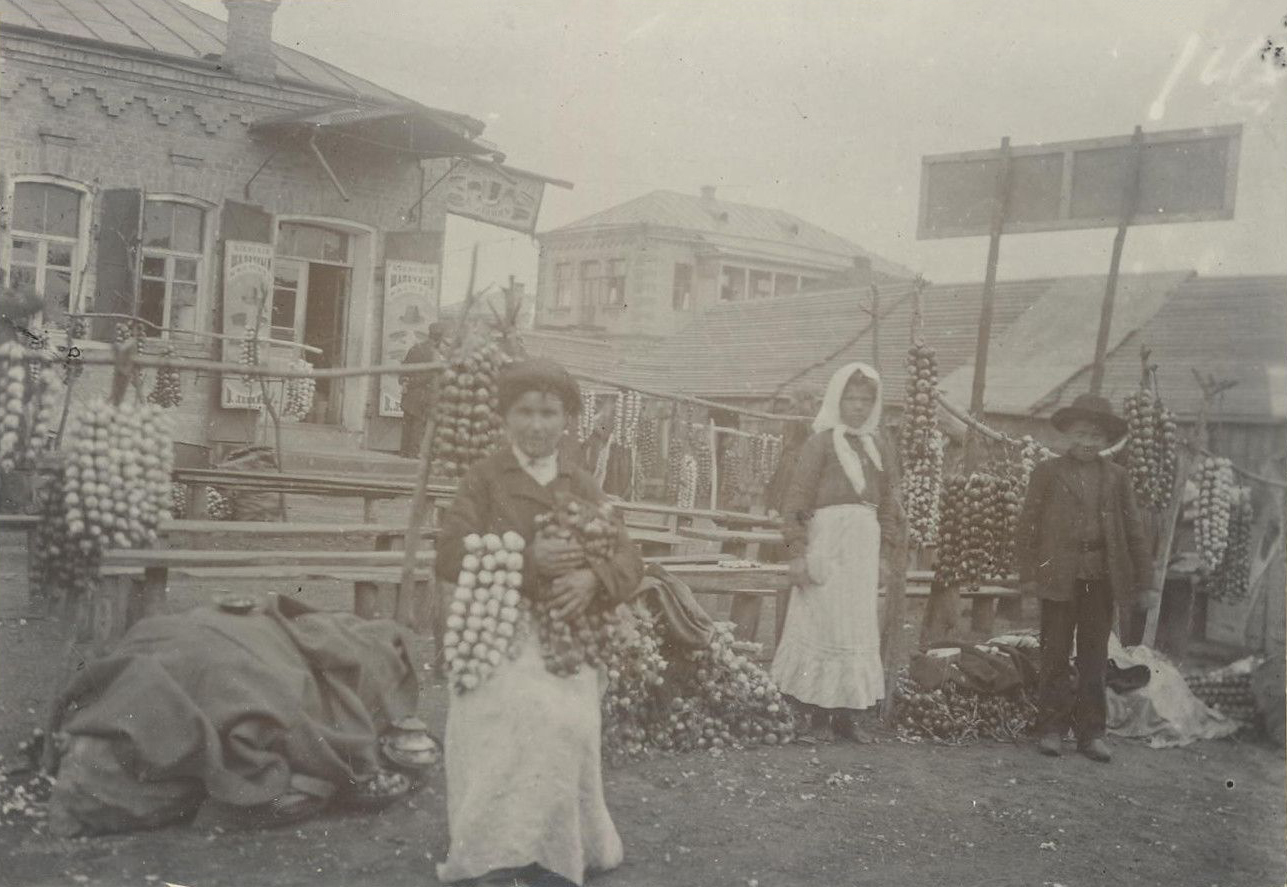
Marché. Isaac Serbov, 1912
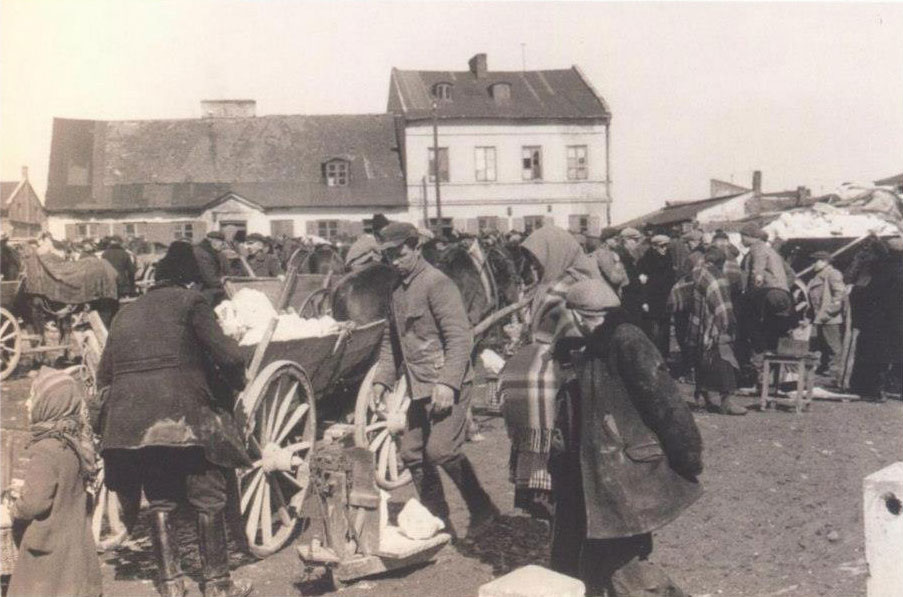
Marché, 1918
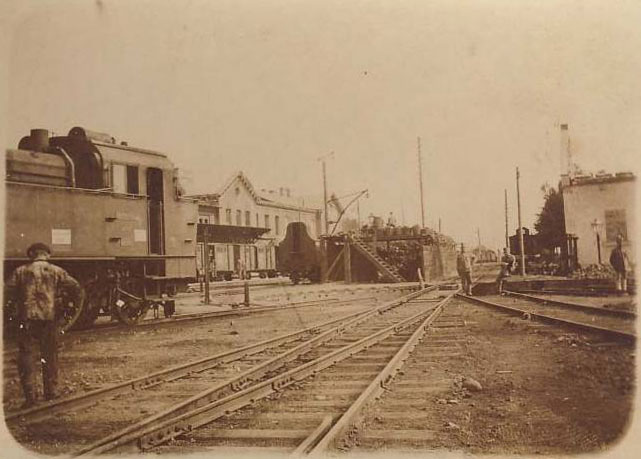
Gare ferroviaire, 1918
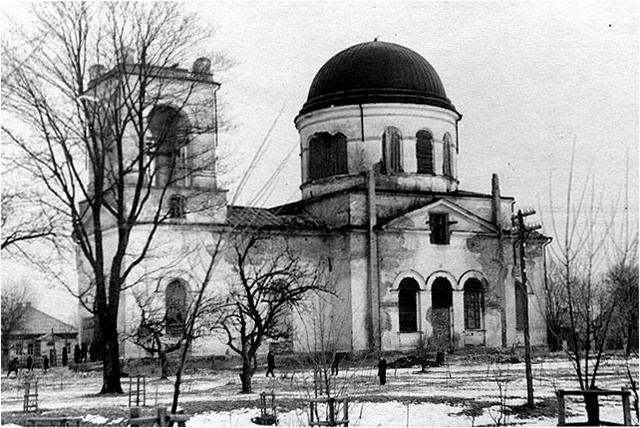
Marché. Église de la Résurrection
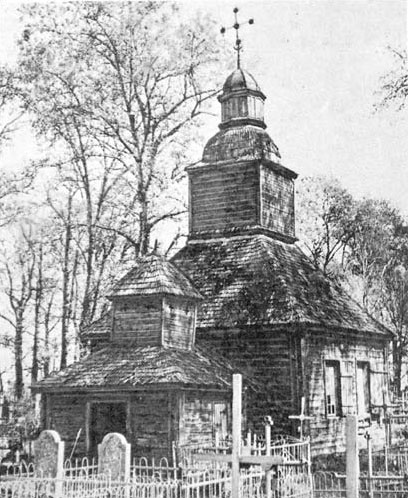
Église et cimetière du village de Sotnitchy